# Straßenbahn Schweinfurt

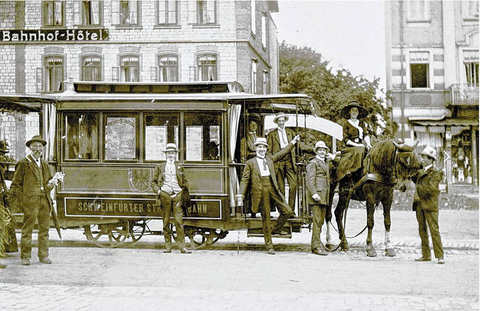
Schweinfurter Straßenbahn am Hauptbahnhof

Die Straßenbahn Schweinfurt war die erste kommunale Straßenbahn in Bayern und verband von 1895 bis 1921 den Hauptbahnhof von Schweinfurt mit dem Stadtzentrum. Zuständiges Verkehrsunternehmen war die Städtische Straßenbahn Schweinfurt.

## Geschichte
Bereits 1852 erreichte die Ludwigs-West-Bahn von Bamberg her Schweinfurt und wurde 1854 nach Würzburg weitergeführt. 1852 entstand somit der erste Schweinfurter Bahnhof, der später so genannte Stadtbahnhof. Die Eröffnung der in nördlicher Richtung abzweigenden Staatsbahn nach Bad Kissingen 1871 und nach Meiningen 1874 führte 1874 zur Anlage des Centralbahnhofs, der 1906 in Hauptbahnhof umbenannt wurde. Er liegt etwa zwei Kilometer westlich vom Marktplatz, dem damaligen Stadtkern, der sich seit den 1960er Jahren immer weiter nach Westen ausdehnte, auf bis heute nur noch etwa 1 km Distanz zum Hauptbahnhof. Um die Wegstrecke von 2 km besser zu überbrücken, erbaute die Stadt eine 2,2 Kilometer lange meterspurige und eingleisige Pferdebahn.
Die Bahn wurde am 5. Mai 1895 eröffnet, jedoch – auch später – nicht elektrifiziert. In der Krisenzeit nach dem Ersten Weltkrieg wurde der Betrieb am 31. Januar 1921 endgültig eingestellt. Am 11. Februar 1925 trat an die Stelle der Straßenbahn ein privater Omnibusbetrieb, der am 1. Juli 1927 in städtische Regie (heute Verkehrsbetriebe der Stadtwerke Schweinfurt) überging.

## Trasse
Die Trasse lief über Rückertstraße, Marktplatz, Spitalstraße, Steinweg (heute: Schultesstraße), westliche Schultesstraße (heute: Gunnar-Wester-Straße), Hauptbahnhofstraße und endete am Hauptbahnhof. 
Bis um 1960 war das Gleis in der Rückertstraße noch zu sehen, bis schließlich eine neue Asphaltdecke auf der Straße aufgebracht wurde. Hier erinnert noch heute die Gaststätte zur Straßenbahn daran.

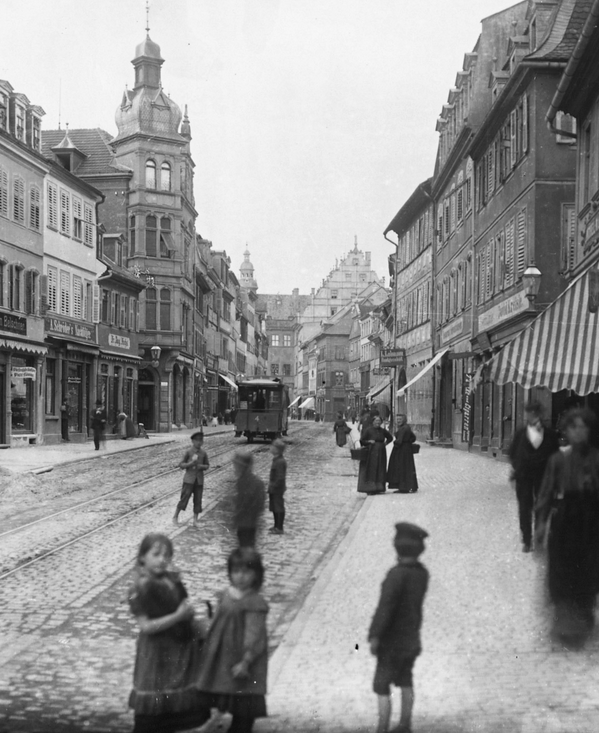
Straßenbahn in der Spitalstraße. Frühes 20. Jahrhundert
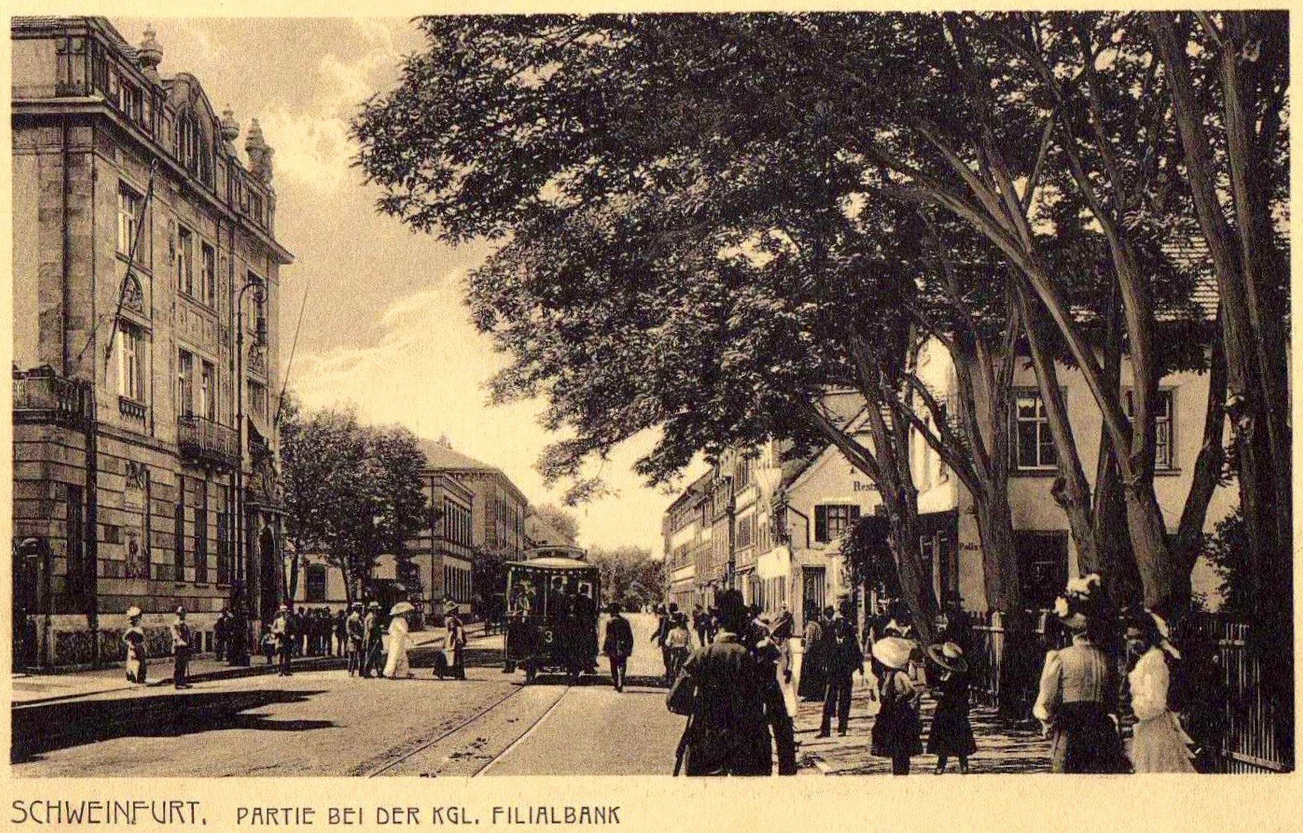
Straßenbahn am Steinweg (heute: Schultesstraße). Um 1905
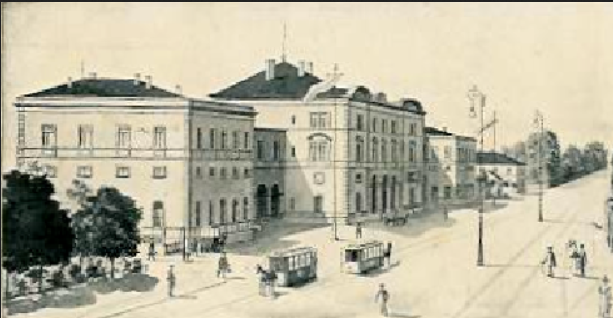
Straßenbahn vor dem Hauptbahnhof. Um 1900
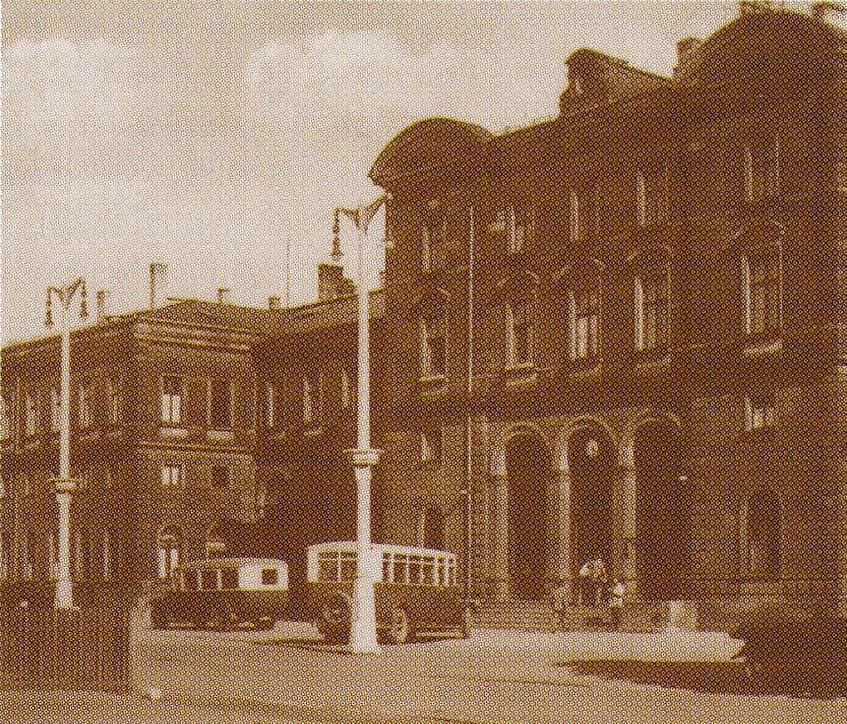
Stadtbusse am Hauptbahnhof, die den 1921 eingestellten Straßenbahnbetrieb ersetzten. 1926

## Depot
Das Gleis endete gegenüber dem heutigen Rückert-Center, nördlich der Rückertstraße. Hier befand sich unmittelbar außerhalb der Stadtbefestigung, kurz hinter dem  heute nicht mehr bestehenden Mühltor das Straßenbahndepot. Das Depot besaß zwei Gleise und einen Pferdestall mit sechs Boxen.